# Vanessa Moharitsch
Vanessa Moharitsch, född 16 oktober 2002 i Mattighofen är en österrikisk backhoppare. Moharitsch har vunnit två raka guld med det österrikiska laget i Juniorvärldsmästerskapen i nordisk skidsport. 2021 i Lahtis med det kvinnliga laget samt 2022 i Zakopane i den mixade lagtävlingen. Moharitsch debuterade i världscupen i backhoppning i mars 2022.
Hon tävlar för skidklubben i Höhnhart tillsammans med landslagskompisen Julia Mühlbacher som hon delade guldmedalj med i Zakopane.